# Eleutherobia grandiflora
Eleutherobia grandiflora är en korallart som först beskrevs av Kükenthal 1906.  Eleutherobia grandiflora ingår i släktet Eleutherobia och familjen läderkoraller. Inga underarter finns listade i Catalogue of Life.